# Wally Pfister
Walter C. Pfister, detto Wally (Chicago, 8 luglio 1961), è un direttore della fotografia e regista statunitense.
È noto per il suo sodalizio artistico col regista Christopher Nolan, per il quale ha curato la fotografia di ogni suo film da Memento (2000) a Il cavaliere oscuro - Il ritorno (2012), venendo candidato quattro volte all'Oscar alla migliore fotografia fino a vincerlo nel 2011 con Inception.

## Biografia
Nato a Chicago, ma cresciuto a New York, Pfister inizia la propria carriera come cameraman di servizi giornalistici per i notiziari televisivi di Washington, occupandosi in particolare del Congresso e della Casa Bianca, dal 1982 al 1985.
Nel 1988, quando il regista Robert Altman si reca nella capitale per girare la miniserie televisiva Tanner '88, un falso documentario a sfondo politico, Pfister viene assunto per recitare il ruolo di se stesso e nel contempo come operatore della seconda unità, cimentandosi contemporaneamente, per la prima volta, sia nella recitazione che nella ripresa di materiale di finzione. 
Dopo aver frequentato i corsi di fotografia cinematografica dell'American Film Institute, è direttore della fotografia di numerosi film a basso costo prodotti da Roger Corman e film indipendenti, oltre a lavorare come operatore di macchina per altri ex-allievi dell'AFI come Janusz Kamiński e Phedon Papamichael.
In seguito all'incontro al Sundance Film Festival 1998 col giovane regista Christopher Nolan, che fino a quel momento aveva diretto un solo lungometraggio, Following, di cui aveva curato in prima persona anche fotografia e montaggio, Pfister inizia con lui una collaborazione che si rivela duratura e proficua e gli vale in cinque anni un Premio Oscar su quattro candidature. In seguito all'uscita de Il cavaliere oscuro - Il ritorno nel 2012, diretto da Nolan, Pfister annuncia di aver concluso la sua carriera come direttore della fotografia e di voler intraprendere quella di regista. Il suo primo film in tal senso, Transcendence, è uscito nel 2014.

## Filmografia

### Direttore della fotografia
- Horror baby (The Unborn), regia di Rodman Flender (1991)
- Inside Out, regia di Jeffrey Reiner, Lizzie Borden, Adam Friedman, Linda Hassani, Alexander Payne, Tony Randel e Richard Shepard (1991)
- Senza scampo (Lower Level), regia di Kristine Peterson (1991)
- Seduzione a rischio (In the Heat of Passion), regia di Rodman Flender (1993)
- Secret Games, regia di Gregory Dark (1992)
- Inside Out II, regia di Nicholas Brandt, Paul Rachman, Tony Randel, Nigel Dick, Martin Donovan, Linda Hassani, Yuri Sivo e John Wentworth (1992)
- Night Rhythms, regia di Gregory Dark (1992)
- Inside Out III, regia di Nigel Dick, Alexander Payne, Paul Rachman, Bernard Rose, John Wentworth, David Bernath, Stuart Cave, Martin Donovan, Charles McDougall e Yuri Sivo (1992)
- Istinti pericolosi (Animal Instincts), regia di Gregory Dark (1992)
- Inside Out IV, regia di Antoine Fuqua, Bernard Rose, Nigel Dick, Adam Friedman, Robert Kubilos, Charles McDougall, Paul Rachman, Richard Shepard e John Wentworth (1992)
- Stepmonster, regia di Jeremy Stanford (1993)
- Amityville: A New Generation, regia di John Murlowski (1993)
- Doppia immagine 2 (Mirror Images II), regia di Gregory Dark (1993)
- Object of Obsession, regia di Gregory Dark (1994)
- Istinti pericolosi 2 (Animal Instincts II), regia di Gregory Dark (1994)
- Secret Games 3, regia di Gregory Dark (1994)
- Stranger by Night, regia di Gregory Dark (1994)
- The Last Laugh, regia di Robert Harders – cortometraggio (1994)
- Eredi di sangue (The Granny), regia di Luca Bercovici (1995)
- Il fantastico mondo di Aladino (A Kid in Aladdin's Palace), regia di Robert L. Levy (1998)
- The Hi-Line, regia di Ron Judkins (1999)
- Memento, regia di Christopher Nolan (2000)
- Scotland, PA., regia di Billy Morrissette (2001)
- Rustin, regia di Rick Johnson (2001)
- Insomnia, regia di Christopher Nolan (2002)
- Laurel Canyon - Dritto in fondo al cuore (Laurel Canyon), regia di Lisa Cholodenko (2002)
- The Italian Job, regia di F. Gary Gray (2003)
- Batman Begins, regia di Christopher Nolan (2005)
- Doppia ipotesi per un delitto (Slow Burn), regia di Wayne Beach (2005)
- The Prestige, regia di Christopher Nolan (2006)
- Il cavaliere oscuro (The Dark Knight), regia di Christopher Nolan (2008)
- Inception, regia di Christopher Nolan (2010)
- L'arte di vincere (Moneyball), regia di Bennett Miller (2011)
- Marley, regia di Kevin Macdonald (2012)
- Il cavaliere oscuro - Il ritorno (The Dark Knight Rises), regia di Christopher Nolan (2012)

#### Televisione
- Barbara Stanwyck: Fire and Desire, regia di Richard Schickel – film TV (1991)
- Doppio identikit (Sketch Artist), regia di Phedon Papamichael – film TV (1992)
- Rhapsody in Bloom, regia di Craig Saavedra – film TV (1998)
- Breakfast with Einstein, regia di Craig Shapiro – film TV (1998)
- Sharing the Secret, regia di Katt Shea – film TV (2001)
- Sanctuary, regia di Katt Shea – film TV (2001)

#### Video musicali
- My Valentine – Paul McCartney (2012)

#### Spot pubblicitari
- Business Trip per AT&T Wireless (2003)
- Eggs per PlayStation 3 (2006)
- Football is Everything per Nike (2006)
- Push per Nike (2006)
- Creed per Harley-Davidson (2006)
- Web of Fries II - Franchise Wars per Taco Bell (2018)

### Regista

#### Cinema
- Transcendence (2014)

#### Televisione
- Flaked – serie TV, 4 episodi (2016)
- The Tick – serie TV, episodi 1x01-1x02 (2016-2017)

#### Spot pubblicitari
- Crafted per Lincoln Continental (2016)
- Web of Fries II - Franchise Wars per Taco Bell (2018)

## Riconoscimenti
- Premio Oscar
  - 2006 - Candidatura alla migliore fotografia per Batman Begins
  - 2007 - Candidatura alla migliore fotografia per The Prestige
  - 2009 - Candidatura alla migliore fotografia per Il cavaliere oscuro
  - 2011 - Migliore fotografia per Inception
- Premio BAFTA
  - 2009 - Candidatura alla migliore fotografia per Il cavaliere oscuro
  - 2011 - Candidatura alla migliore fotografia per Inception
- American Film Institute
  - 2012 - Premio Franklin J. Schaffner
- American Society of Cinematographers
  - 2006 - Candidatura alla migliore fotografia in un film per il cinema per Batman Begins
  - 2009 - Candidatura alla migliore fotografia in un film per il cinema per Il cavaliere oscuro
  - 2011 - Migliore fotografia in un film per il cinema per Inception
- British Society of Cinematographers
  - 2005 - Candidatura alla migliore fotografia per Batman Begins
  - 2006 - Candidatura alla migliore fotografia per The Prestige
  - 2008 - Candidatura alla migliore fotografia per Il cavaliere oscuro
  - 2010 - Candidatura alla migliore fotografia per Inception
- Central Ohio Film Critics Association Awards
  - 2009 - Migliore fotografia per Il cavaliere oscuro
  - 2011 - Candidatura alla migliore fotografia per Inception
- Chicago Film Critics Association Awards
  - 2008 - Miglior fotografia per Il cavaliere oscuro
  - 2010 - Miglior fotografia per Inception
- Critics' Choice Awards
  - 2011 - Migliore fotografia per Inception
- Dallas-Fort Worth Film Critics Association Awards
  - 2008 - Migliore fotografia per Il cavaliere oscuro
  - 2010 - Candidatura alla migliore fotografia per Inception
- Florida Film Critics Circle Awards
  - 2008 - Migliore fotografia per Il cavaliere oscuro
  - 2010 - Migliore fotografia per Inception
- Independent Spirit Awards
  - 2002 - Candidatura alla miglior fotografia per Memento
- Houston Film Critics Society Awards
  - 2008 - Candidatura alla migliore fotografia per Il cavaliere oscuro
  - 2010 - Migliore fotografia per Inception
- Las Vegas Film Critics Society Awards
  - 2010 - Migliore fotografia per Inception
- National Society of Film Critics Awards
  - 2009 - Candidatura alla migliore fotografia per Il cavaliere oscuro
- New York Film Critics Circle Awards
  - 2008 - Candidatura alla miglior fotografia per Il cavaliere oscuro
- Phoenix Film Critics Society Awards
  - 2010 - Candidatura alla migliore fotografia per Inception
- San Diego Film Critics Society Awards
  - 2010 - Migliore fotografia per Inception
- San Francisco Film Critics Circle Awards
  - 2008 - Migliore fotografia per Il cavaliere oscuro
- St. Louis Film Critics Association Awards
  - 2008 - Candidatura alla migliore fotografia per Il cavaliere oscuro
- Satellite Award
  - 2010 - Migliore fotografia per Inception